# Ксаверівка (Вінницький район)

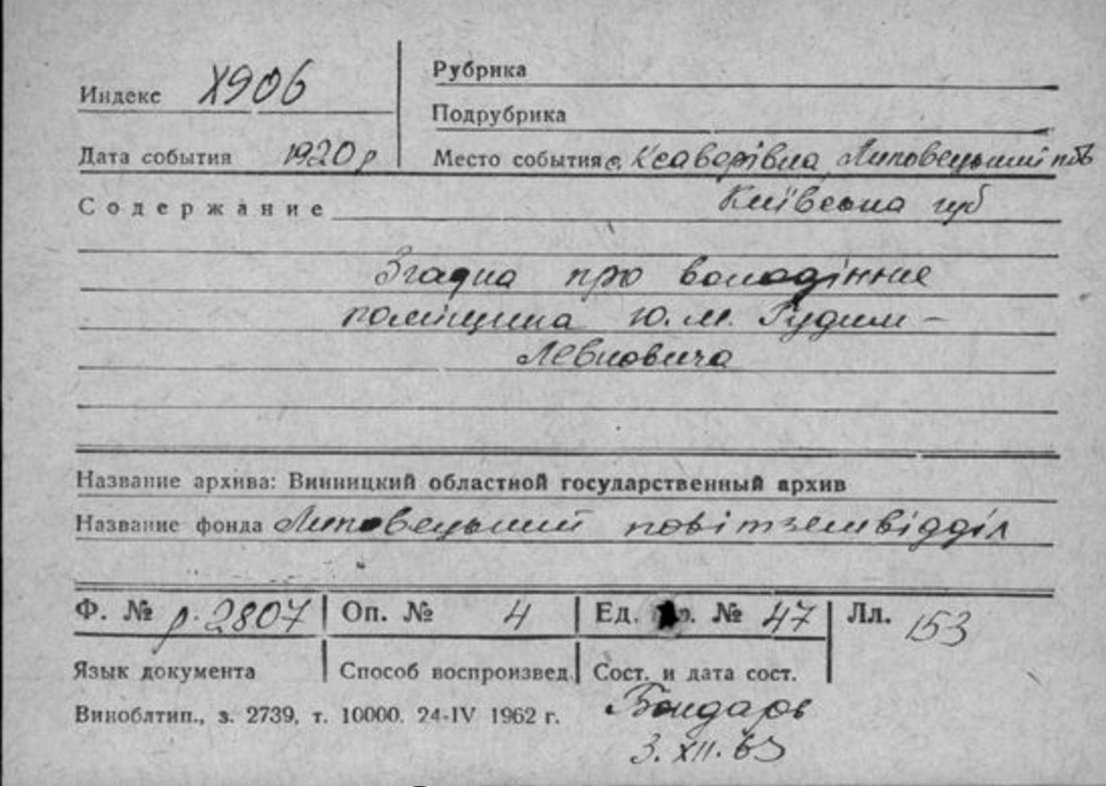
delete

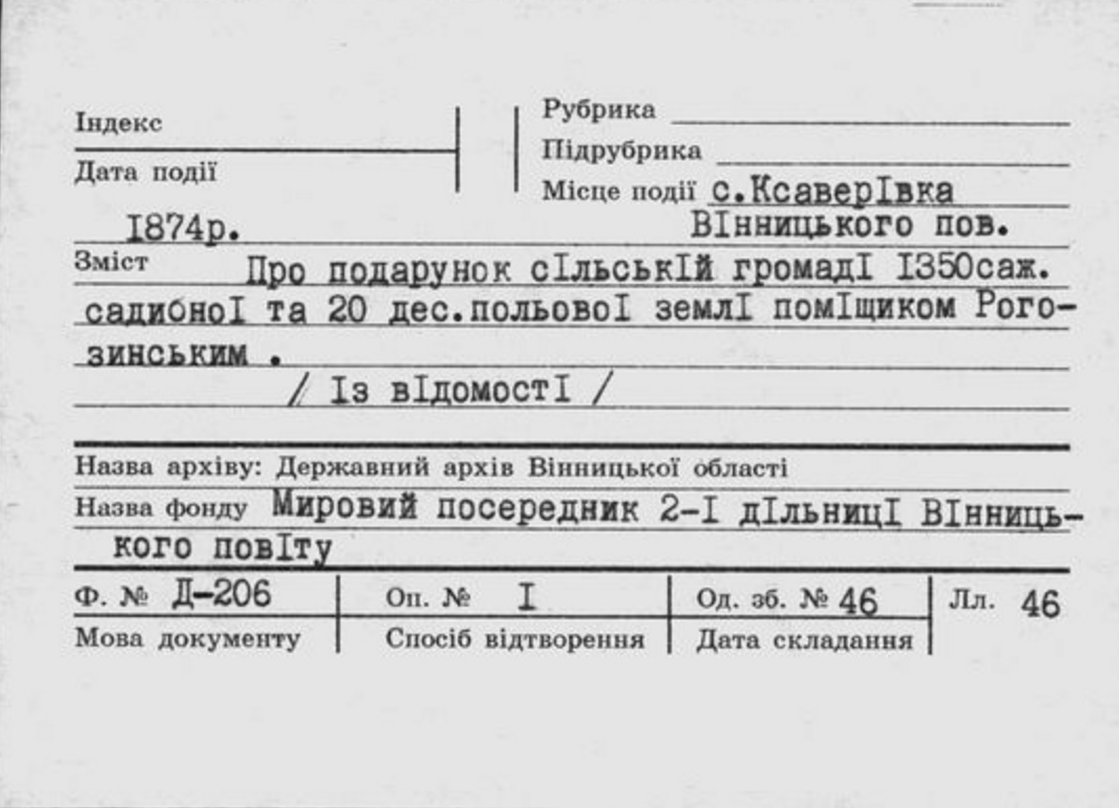
Про подарунок сільській громаді 1350 саж. садибної та 20 дес. польової землі поміщиком Рогозинським

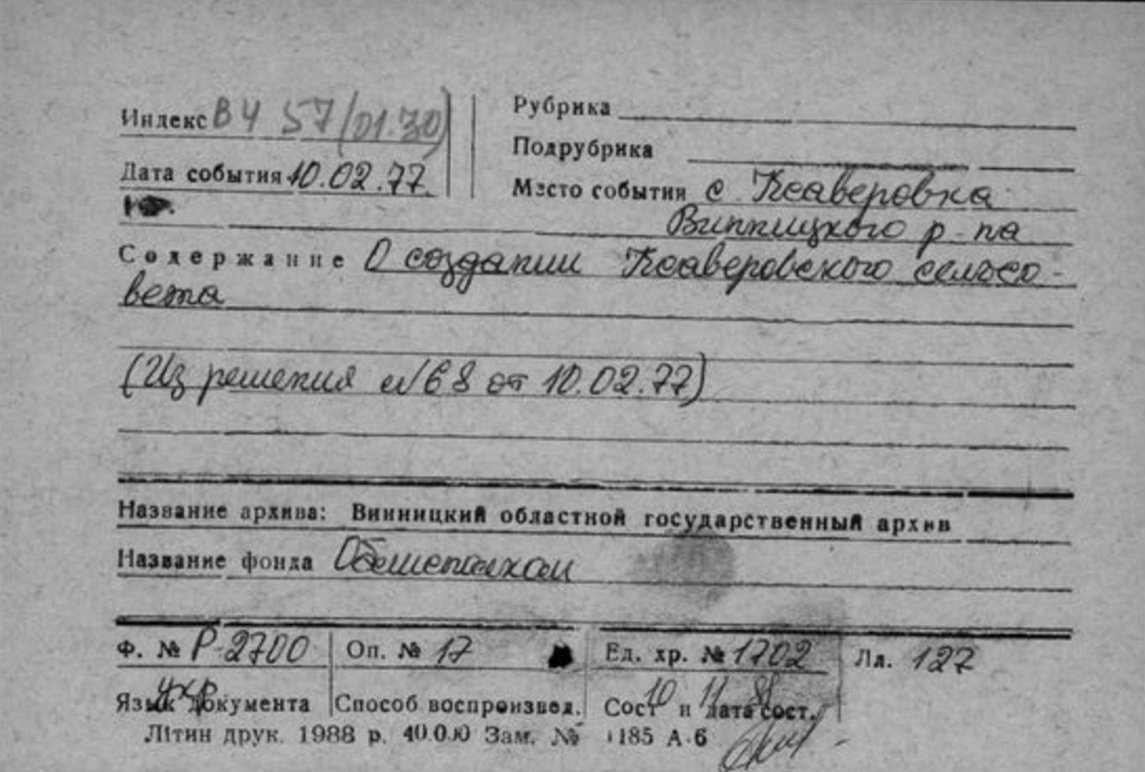
Створення Ксаверівської сільської ради

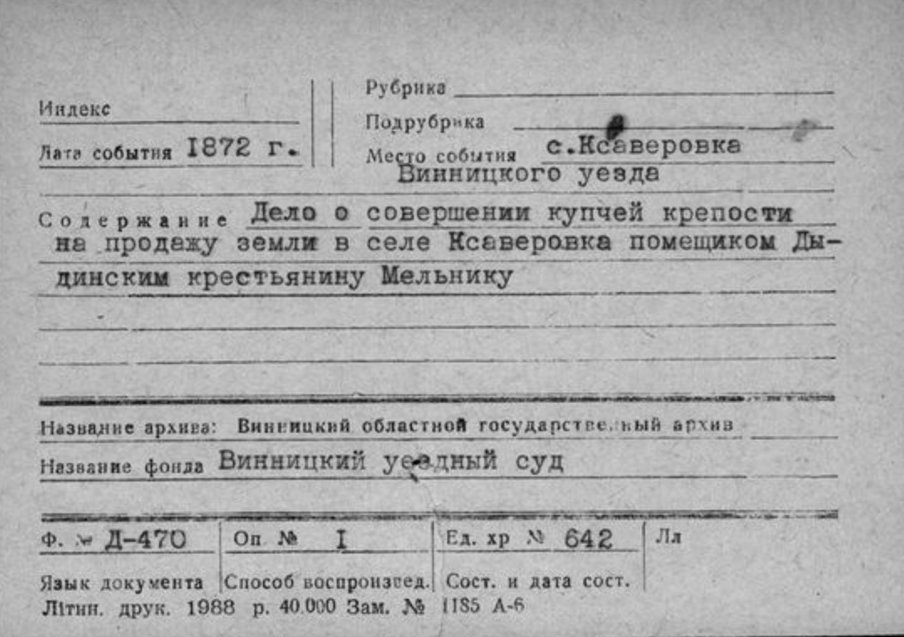

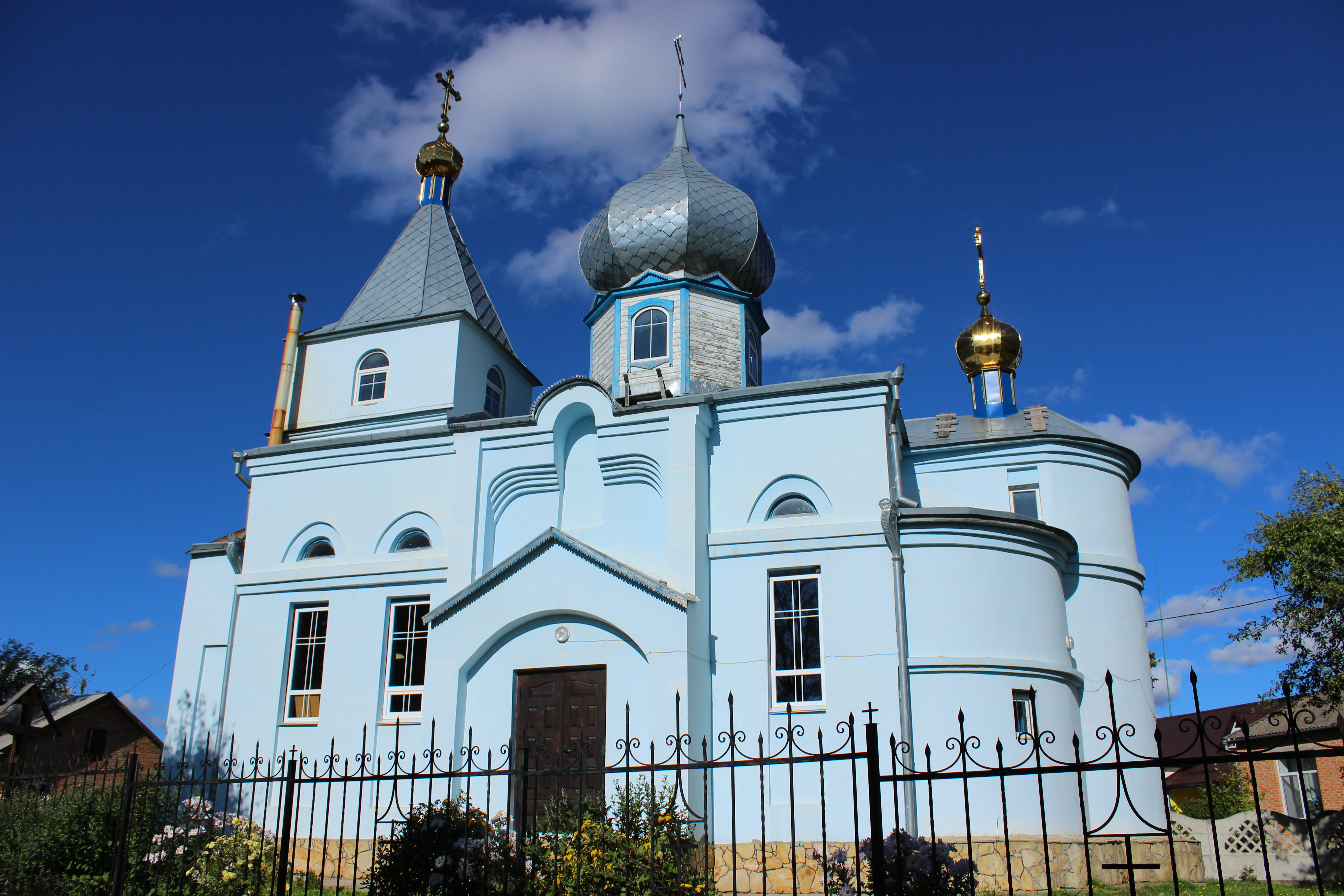
Церква с. Ксаверівка

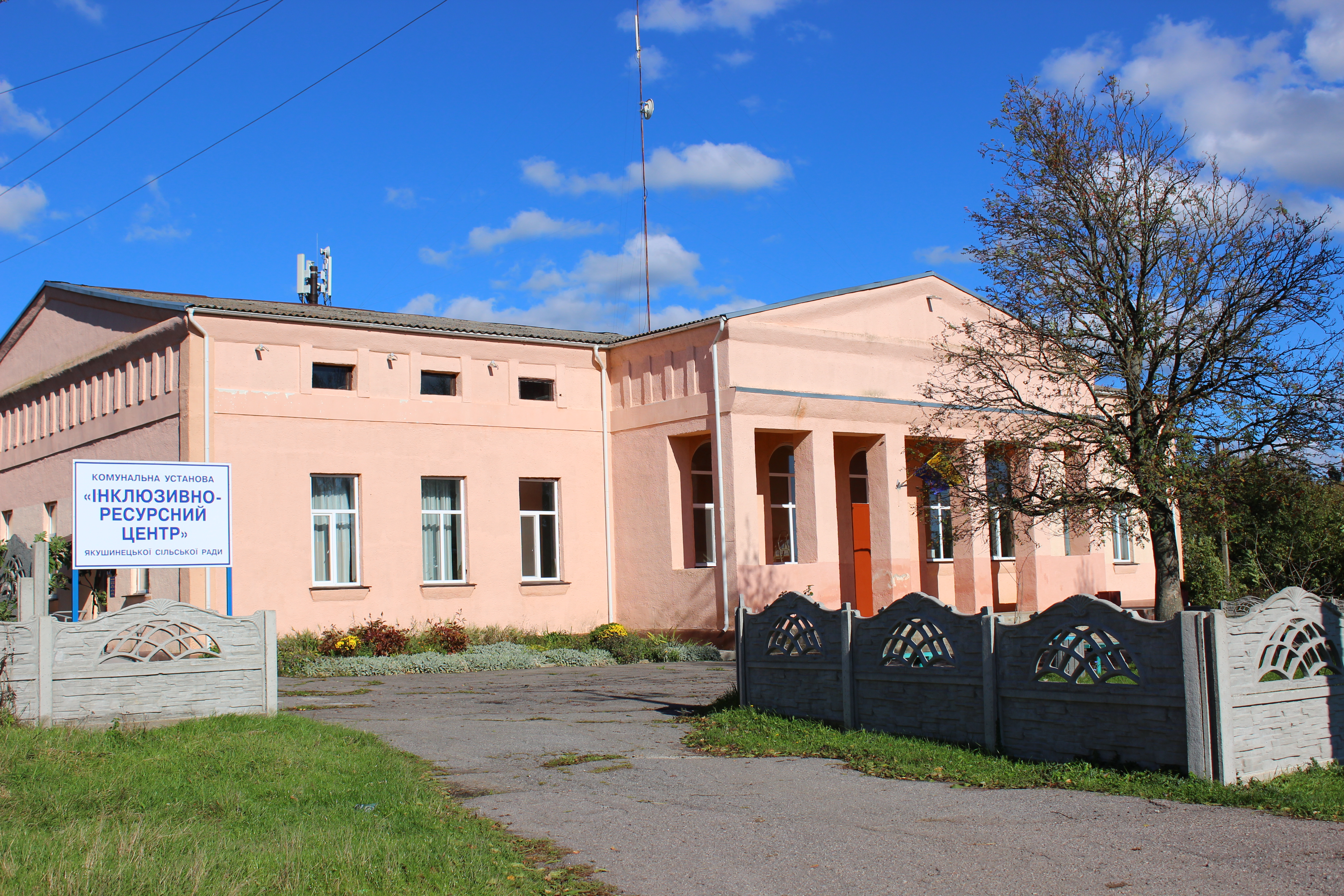
Ксаверівський сільський клуб

Ксаве́рівка — село в Україні, у Вінницькому районі Вінницької області. Входить до складу Якушинецької сільської громади.

## Географія
Селом протікає річка Корчмин, яка впадає у річку Вишню, праву притоку Південного Бугу.

## Історія
ЗГАДКИ РАННІХ ЧАСІВ ПРО СЕЛО КСАВЕРІВКА
У праці В.Д. Отамановського «Вінниця в XIV – XVII століттях» є згадка про село Ксаверівка.
Судовий лист князя Свидригайла землянинові Карпові Микулинському  з 21.05.1431 року виявляє, що на лівобережжі верховини р.Вишня та по її лівобічному допливу р. Дідівка (зараз Корчмин) існує цього часу землеволодіння пана Данила. В акті не подано назви цього землеволодіння, але тут могла існувати осада, як це доводить наявність точно визначеної та ніким не заперечуваної межі, що її подає пан Данило (… «угору ріки Вишня…де впадає річка Дідівка…застали ми пана Данила, котрий повідав, що ґрунт мій по правій стороні, а по лівій до Микулинець – там же ми копець усипали, грані на липі витесати веліли… »). Саме в цьому місці, на лівобічному допливі річки Вишня й тепер існує с. Ксаверівка, отже, тут завжди існувала осада, яку ми умовно назвемо «Дідівка», її повстання на рівні з Якушинцями, належить віднести на середину – другу половину 13 століття.
Існування 1431 р. точно визначених меж землеволодіння с. Якушинці та землеволодіння пана Данила в с. Ксаверівка безсумнівно свідчить, що землі над р. Вишнею були віддавна в сільськогосподарськім користуванні, бо ж тільки в процесі довготривалого сільськогосподарського користування могло відбутися фактичне розмежування ґрунтів сусідніх осад. А що першої чверті 15ст. зазначені межі вже існують, вони мали витворитися в 13-14 ст.
Подальші згадки про село Ксаверівка знаходимо в архіві, які датуються  1859 роком.
З 17 квітня 1859 року по 1872 рік село належало поміщику Станіславу Дидинському. В.К. Гульдман  у праці «Помьстное землевладьніе въ Подольской губерніи» 1898 року зазначає, що с. Ксаверівка належить дворянину Подільської губернії Євстафію Станіславовичу Дидинському. Він жив поблизу Молотковського лісу. Всієї землі у власності було  293 десятини,  в тому числі : присадибної— 8 десятин, робочої—219 десятин, лісу — 60 десятин та 6 десятин землі, яка не могла бути використана для господарства через  піски, болото, цілину і т.д. 
У 1856 році було засновано дерев’яну церкву. 1860 року будівництво завершилось і храм був названий Церквою Різдва Богородиці. 
В.К. Гульдман в праці «Подольскій адресъ календарь» 1895 року згадує, що до першого  благочинного округу с. Юзвинський Майдан (разом з селами Ксаверівка та Дашківецька Слободка) був приставлений  священник  Прокопій Тиравський.
З 1859 року по 1860 було встановлено земельні кордони наділів, які знаходились в користуванні селян Ксаверівки та Слободи-Дашківецької.
З 1861 - 1864 село належало до Літинського уєзда Подільської губернії. В той час поміщику Станіславу Дидинському видано свідоцтво про чисельність його земель с. Ксаверівки. 
Дидинський продає землі селянину Мельнику. Є документи, які свідчать про число душ чоловічої статті Вінницького уєзда села Ксаверівки (на 12 червня 1871 року) Якушинецька волость. Списки селян, де живуть євреї - 1873 чол., селян - 129 чол., дворян - 7 чол.
У 1866-1872 роках село належало до Вінницького уєзду Подільської губернії. 
У 1894 році був створений водяний млин дворянина Дидинського, де люди мали змогу молоти пшеницю на борошно.
Станом на 1893 рік в с. Ксаверівка налічувалося 78 дворів, 536 жителів, про це зазначає  В. Гульдман у книзі «Населенныя мҌста Подольской губерніи». Ксаверівка знаходилася в 14 верстах від уїзного міста, а від волосного управління в 6 верстах. Найближча поштова станція – м. Юзвин (8 верст); найближча залізнична станція «Вінниця» в 16 верстах. А також згадується, що « с. Ксаверовка находится во 2 станҌ, въ 6 урядническомъ участкҌ, въ 1 уч. судебно-мироваго округа (мир.судьи), въ 1 уч. миров. посредн. и въ 1 уч. судебн. слҌдователя».
ЛІРНИК
Запропоновані етнографічні матеріали – результати спостережень В. Боржковського над лірниками в різних місцях Поділля. Як зазначає автор, зустрітися з лірником можна швидше всього на ярмарках  та «отпустахъ», особливо знатні  з них бувають в Браїлові на Трійцю і на Петра і Павла, в Летичеві на Ягідну (20 червня), Лядові, Уланові та інших місцях.
Застати лірників вдома можна починаючи з Пасхи і до осені, в інші пори року вони ходять по чужим селам. Про місце проживання можна дізнатися від інших лірників, оскільки вони знають один одного на великій відстані.
В. Боржковський наводить список лірників, продиктований йому лірником з м. Мізякова – Олександром, серед списку наведено і с. Ксаверівка «… Винницкій уЂздъ: Браиловъ — Назаръ Юзвинъ — Юхремъ; Глинскъ — Адамъ; Кустовцы — Петро; Ксаверовка — Васыль; Винница — Дорохтей Карнаухій (безъ уха)…» 
У праці зазначається, що лірників потрібно розрізняти від інших, адже у них більше солідності. Найголовніше – вони відрізняються від всіх як інструментом – лірою та репертуаром своїх пісень, так і тим, що представляють собою окремий стан в народі, для вступу  в який потрібні особливі умови.  Бажаючі бути лірниками повинні були йти в науку до старого лірника, де протягом трьох років і трьох місяців вивчали лірницьку мову, гру на лірі і спів.
СЕЛО ПОЧ. ХХ СТ. І ДО СЬОГОДЕННЯ
Лише 13 березня 1917 року в селі дізналися про революцію в Петрограді, бо до того місцева влада не пропускала вісток про події. Перші вісті принесла телеграма, що старої влади немає і що влада перейшла до Комітету Державної Думи.
З 1918 по 1923 роки село входило до Юзвинської волості Вінницького уєзда. Було створено школу. В архіві наведено дані про кількість земель, в користуванні - 538 десятин, лісів і лугів - 25 десятин.
4 липня 1925 року утворена сільська рада села Ксаверівка, тоді і відбулося перше засідання Вінницького виконавчого комітету, де було виділено кошти на ремонт амбулаторії та школи в сумі 12724 карбованці 50 коп. У 1931 році створений перший колгосп імені Будьонного, який постійно змагався з колгоспом села Майдан Юзвинський.
У 1944 році колгосп зруйновано німецько-фашистськими загарбниками. З 1950 - 1958 рр. колгосп перейменовано в «Пам’ять Ілліча». У 1959 році с. Ксаверівка Вінницького району об’єдналось з Якушинецькою сільською радою, колгосп перейменовано на «Прогрес».
20 червня 1962 року відведено землі на будівництво дороги, яке було завершене 1992 року. Рішенням № 68 від 10.02.1977 року було створено Ксаверівську сільську раду Вінницького району.
1980 рік - побудовано і відкрито Ксаверівський клуб.
1991-1993-2009 рр. - багато земельних ділянок роздано під забудову, село розбудовується.
У селі діє храм Різдва Пресвятої Богородиці, настоятелем якого є протоієрей Віталій Погребняк.
На території села функціонують навчальні заклади освіти: 
- Ксаверівська філія комунального закладу "Якушинецький ліцей" Вінницької області;
- Заклад дошкільної освіти "Росинка" Якушинецької сільської ради;
- Інклюзивно-ресурсний центр» Якушинецької сільської ради.

На даний час с. Ксаверівка входить до Якушинецької сільської громади. 
ІСТОРИЧНІ ПАМ’ЯТКИ ТА ЗНАХІДКИ
У 1955 році було встановлено Братську могилу 7 воїнів Радянської Армії, загиблих при звільненні села і пам’ятник 149 воїнам – односельчанам, загиблим на фронтах Великої вітчизняної війни. 
Під керівництвом П.І. Хавлюка у 1981 році поблизу села було знайдено пам`ятку поселення трипільської культури IV-ІІІ тис. до н.е. У цьому ж році виявлено поселення епохи пізньої бронзи XIII-IX ст. до н.е.
https://ua.sinoptik.ua/погода-ксаверівка-303012919 [Архівовано 2 березня 2016 у Wayback Machine.]

## Населення

### Мова
Розподіл населення за рідною мовою за даними перепису 2001 року:
| Мова       | Відсоток |
| ---------- | -------- |
| українська | 99,53%   |
| російська  | 0,47%    |